# Доминик Венер
Доминик Венер (на френски: Dominique Venner) е френски писател, историк и публицист. Специализирал военна история, като през 60-те – 70-те на 20 век е един от основателите на политическото движение „Новите десни“. Оттегля се от активна политика през 1971 г. На 21 май 2013 г. се самоубива публично и ефектно в близост до олтара на катедралата Нотр Дам в Париж.

## Биография
Роден в Париж в семейство на архитект. Участва в Алжирската война. След завръщането си във Франция от Алжирската война, през 1965 г. се присъединява към редиците на „Тайната въоръжена организация“ (на френски: Organisation armée secrète), която се застъпва за смяна на политическия строй във Франция. В хода на дейността си за организацията е арестуван и прекарва 3 години в затвора.
След като напуска затвора, заедно с Ален дьо Бенуа става един от теоретичните стожери на движението „Новите десни“. През 1963 г. е основател на движението „Европа - Действие“ (на френски: Europe-Action) застъпвайки десни консервативни възгледи и не изключвайки използването на сила за смяна на властта.
През 1971 г. се оттегля от активната политика, отдавайки се на исторически проучвания. Изучава оръжейната история и военната политика, Венер е автор на многобройни произведения, посветени на тази тема. Сред авторските му творби са „Бялото слънце на победените“ (1975), „Въстанало сърце“ (1994), „Гетисбърг“ (1995), „Бяло и червено“ (1997 г.), „История на сътрудничеството“ (2000), „История на тероризма“ (2002 г.). През 1981 г. за работата му, озаглавена „История на Червената армия“, му е присъдена наградата на Френската академия за военна история. От 2002 г. до смъртта си е редактор на „Ново списание за история“.
Доминик Венер е краен и активен противник на еднополовите бракове. В блога си отправя критики към приетия от парламента закон за легализиране на еднополовите бракове, обещан предизборно от президента социалист Франсоа Оланд. Също така посочва, че още по-голяма и неизбежна опасност е имиграцията, която сравнява с великото преселение на народите.

На 78 годишна възраст, на 21 май 2013 г., извършва публично самоубийство в близост до олтара на катедралата Нотр Дам в знак на протест срещу закона и с цел да насочи общественото внимание върху проблематиката и идеите, които е застъпвал през целия си съзнателен живот. Непосредствено преди това качва на сайта си текст, в който посочва необходимостта от 
| „ | нови действия, зрелищни и символични, които да пробудят заспалите съзнания и да събудят спомена за нашия произход. | “ |

 Няколко часа преди смъртта си, той призовава привържениците си да се противопоставят всячески на новия закон.